# Eukrohnia bathyantarctica
Eukrohnia bathyantarctica är en djurart som tillhör fylumet pilmaskar, och som beskrevs av David 1958. Eukrohnia bathyantarctica ingår i släktet Eukrohnia och familjen Eukrohniidae. Inga underarter finns listade i Catalogue of Life.